# Nora Méndez
Nora Méndez (San Salvador, 24 de marzo de 1969) es una escritora salvadoreña. Graduada en Sociología y Comunicaciones de la Universidad de El Salvador. Incursionó en la música como intérprete y compositora. Está casada con el compositor salvadoreño Manuel Carcache.

## Trayectoria
Su incursión en el mundo de las letras y la música sucedió casi a la misma vez que su participación política durante la guerra civil salvadoreña (1980-1992). Fue Secretaria General de la Federación de Estudiantes de Secundaria (FES) y participó en los comandos urbanos de las FAL (Fuerzas Armadas de Liberación), brazo armado del Partido Comunista de El Salvador (PCS). 
En 1989 fue capturada por la Policía Secreta de la Policía Nacional, puesta  a la orden de los juzgados y llevada al Penal de Ilopango ese mismo año. Luego de la firma de los Acuerdos de Paz de 1992, se retiró de la vida pública, reapareciendo en 2002 con su primer libro editado.
Durante los años 1980 fue intérprete y compositora del grupo musical "Nuevamérica", donde participó en conciertos en Centroamérica y compuso varias canciones, quedando registrada en audio únicamente la balada romántica "Condenados al amor", grabada en la postguerra salvadoreña por el grupo Teosinte. 
En la actualidad ha escrito y dirigido una cantata para el grupo coral-musical "Caterva". Entre los años de 1991 y 1992, diseñó y publicó la página Guanacanto, del Grupo ASTAC, en Diario CoLatino, bajo el seudónimo de Pajarillo Verde, y fue parte del equipo editorial "Sombrero Azul". En Nuevamérica compuso varias canciones, . 
En el año 2008, compuso la canción “Rufina llora por sus hijos”, con música y arreglos del maestro Carlos Colón, en conmemoración de la única sobreviviente de la masacre del Mozote, acontecida durante la guerra civil salvadoreña. En 2010 realizó los videos de arte "Reciclando el Balam" con música del compositor Manuel Carcache. Entre 2009 y 2012, algunos de sus poemas han aparecido en Giroscopio, una plaquette de poesía experimental editada en Badajoz, España, por el artista Roberto Farona.
Su obra visual ha quedado plasmada junto a los nombres de las víctimas del conflicto armado en El Salvador (1981-1992) en el Monumento a la Verdad y la Memoria ubicado en el Parque Cuscatlán de San Salvador. 
Ha dirigido y realizado performances colectivas en las calles de San Salvador, tales como Poesía en la calle, 2004, una intervención de dos horas en el tráfico de San Salvador, repartiendo libros y recitando poesía junto a otros vates en buses, calles y gasolineras con fondo de música clásica en altoparlantes.
Fue una de las creadoras de El Parque de Zapatos, 2010, una instalación colectiva y espontánea de 200 pares de zapatos viejos en la Plaza Cívica del Centro Histórico de San Salvador, para recordar a los muertos de la masacre del entierro de Monseñor Oscar Arnulfo Romero, asesinado en 1980 por escuadrones de la muerte. Asimismo en 2014 organizó y dirigió la performance urbana "El color de la sangre jamás se olvida" en torno al símbolo de la sangre del pueblo como elemento determinante para la construcción del ideario salvadoreño y su instrumentalización por parte de los grupos de poder. 
En 2017 inicia una serie de performances alusivos a la "modernización" de San Salvador y el olvido de su memoria, así como la instalación de un nuevo apartheid que excluye del goce de los espacios sociales a los más pobres. .
Como bloguera también ha destacado por su participación política a través de crónicas y artículos diversos. En el año 2010 fue invitada a la primera cumbre euro latinoamericana, transmitida en streaming, en donde también estuvieron participando destacadas blogueras del continente, tales como:  Yoani Sánchez, Verónica Baz, Judith Leclerc y Julia Ardón. Fue columnista de la revista digital centroamericana "CasiLiteral" dirigida por el nicaragüense Alfonso Guido, durante el año 2018 y parte de 2019. 
Dentro de sus intereses se encuentran la experimentación y el uso de la tecnología, por ello fue de las primeras poetas en utilizar recursos multimedia para sus presentaciones, tales como video, música y fotografía. Ha prologado un par de libros de poesía a nivel latinoamericano. En una entrevista que dio al canal ruso internacional (RT), Méndez denunció persecución política en su contra debido a sus opiniones políticas y la denuncia social en sus obras.

## Obra publicada

### Novela
- De seudónimo Clara, (2013), Letra Negra.

Se edita en Guatemala su primera novela, una ficción testimonial de su paso por la guerrilla urbana, captura y tortura en una cárcel clandestina, que además recrea la vida citadina del San Salvador de los años 80 y el accionar de las guerrillas urbanas de las cuales formaba parte. Esta novela confirma a Nora Méndez como una de las escritoras vitales de la guerra y postguerra salvadoreña. 
La segunda edición se realiza en Chile, Ediciones Libros del Cardo, de la escritora Gladys González, en abril de 2015. Esta misma edición ha sido publicada en AMAZON Kindle, bajo el sello de Findemundo.

### Cuentos
- Cuentos de Lemon Twist, (2012), (2014), Findemundo Editora. Narraciones breves y vanguardistas acerca de la vida de una niña en medio de una guerra mundial y local. También en (2013) ha sido editado en Bolivia, un número pequeño de ejemplares, por la editorial artesanal "Mefistofelia", a cargo de Alejandra Carranza, poeta y conductora de Silencio de Arte, en canal 11 de Cochabamba. Las historias fueron tropicalizadas con personajes de leyendas locales, parecidas a las salvadoreñas.

### Poesía
- Atravesarte a pie toda la vida, Universidad Tecnológica de El Salvador (2002)
- La estación de los pájaros (2004), Dirección de Publicaciones e Impresos, DPI, CONCULTURA.
- Seis, Calentura de amor y Pintura fresca (2006), Universidad de El Salvador.
- Dressing Room, (2014), Findemundo Editora.
- Arquetipas, (2015), Findemundo Editora.
- Diarios, (2018), Findemundo Editora.
- La Estación de los Pájaros, (2019), Biblioteca Virtual ACEB.

### Memorias
- Pájara en Fuga. Memorias de una anarquista centroamericana, (2019), Volapük Ediciones.

El colectivo mexicano-español Ilusionistas Sociales, de naturaleza anarquista y la editorial Volapûk Ediciones, publican un libro de memorias que incluyen dibujos y poemas de los tres hijos de Nora Méndez. Su hija Camila Carcach debuta con tan solo siete años de edad. Los otros nombres de los hijos de Méndez son: Castrivan (poeta) y Andrés Méndez (ilustrador). El libro fue presentando en el XVII Encuentro del Libro Anarquista en Madrid en 2019. 

## Algunas antologías en las que aparece su poesía
Poetics of the Resistance: Women Writing in El Salvador, South Africa, and the United States, obra editada por la Universidad de Míchigan;, (1994)
Mujeres en la literatura salvadoreña por la Red de Escritoras Salvadoreñas (1997).
Palabras de la siempre mujer de la Fundación María Escalón de Nuñez (1999),
Trilces trópicos: Poesía emergente en Nicaragua y El Salvador 2006),.
Überland und Leuchtende Städte del Instituto Cervantes de Berlín (2006).
Revista Prometeo, No 74-75, Memoria del Festival Internacional de Poesía en Medellín (2006).
Conrimel, antología de escritoras y editoras latinoamericanas, Chile, (2010).
De aquí nomás, antología de poesía centroamericana contemporánea, Editorial Germinal (Costa Rica) y Ediciones VOX (Argentina), (2013).
¡Goool!, antología latinoamericana de cuentos sobre el fútbol. Editorial Letra Negra (Guatemala), (2013).
Segundo índice antológico de la poesía salvadoreña, Índole Editores y Kalina (El Salvador), (2014).
Poesía hispanófona y anglófona del istmo centroamericano y del caribe isleño, Antología 1980-2005.Guingamp, Roudenn Grafik ed. (Francia), (2018).
POETA SOY. Poesía de Mujeres Salvadoreñas, Dirección de Publicaciones e Impresos, Colección Biblioteca Básica (El Salvador), (2019).
SEDA DENSA. Antología de Poesía Iberoamericana no feminino, Casa da América Latina. (Portugal), (2019).

## Festivales en los que ha participado
Primer Festival de Poesía en Granada, Nicaragua (2005 y 2007), el Festival de Poesía de Medellín, Colombia, organizado por la Revista Prometeo (2006); el Latinale Festival, en Berlín, Alemania (2006); Conrimel, encuentro de escritoras y editoras latinoamericanas, en Santiago, Chile (2010) y el Primer Festival de Poesía en Aguacatán, Guatemala (2014).

## [6]Referencias
1. ↑  «Parque de los zapatos en honor a Óscar Romero». BBC News Mundo. 28 de marzo de 2010. Consultado el 21 de marzo de 2025.
2. ↑  Mary K. DeShazer, A Poetics of Resistance: Women Writing in El Salvador, South Africa, and the United States, University of Michigan
3. ↑  Palabras de la siempre mujer.
4. ↑  Joan Vega, Trilces trópicos.
5. ↑  «Festival Internacional de Poesía de Medellín, 2005». Archivado desde el original el 5 de septiembre de 2008. Consultado el 25 de septiembre de 2011.
6. ↑  «Nora Méndez: De seudónimo Clara - Madreselva, revista cultural y turística de Extremadura». www.revistamadreselva.com. Consultado el 17 de marzo de 2021.